# Baden-Württemberg
Baden-Württemberg (formellt Land Baden-Württemberg) är ett förbundsland i sydvästra Tyskland med 10 673 000 invånare (2014). Förbundslandet bildades 25 april 1952 genom en sammanslagning av delstaterna Baden, Württemberg-Baden och Württemberg-Hohenzollern. Delstatens huvudstad är Stuttgart.
Baden-Württemberg ligger i sydvästra Tyskland och gränsar till Schweiz i söder och till Frankrike i väster, samt till tre andra tyska förbundsländer: Rheinland-Pfalz (nordväst), Hessen (norr) och Bayern (öst).
Floden Donau har sin källa i Baden-Württemberg, och genom staten flyter också Rhens bifloder Neckar och Main. Rhen utgör i sin tur gränsen till Frankrike och delar av gränsen till Schweiz. På gränsen till Schweiz ligger en av Centraleuropas största sjöar, Bodensee.

## Historia
Se även Baden och Württemberg

### Förhistoria
Man har kunnat visa att människor levde i Baden-Württemberg redan för en halv miljon år sedan. Fynden av Homo heidelbergensis vid Mauer och Homo steinheimensis vid Steinheim an der Murr räknas som de äldsta mänskliga fynden i Europa överhuvudtaget. Man kan påvisa kulturellt liv i området 35 000 till 40 000 år tillbaka i tiden. Under Hallstatt-tiden befolkades stora delar av landet av kelterna.

### Från romarna till 1945
Mellan 70 och 150 e.Kr. erövrade romarna stora delar av det område som idag ligger i Baden-Württemberg. Romarna fördrevs från 260 e.Kr. av alemannerna. Efter att de i sin tur underkastats det frankiska riket mellan 496 och 746 utgjordes dagens förbundsstat av hertigdömena Franken och Schwaben. De båda hertigdömenas sönderfall fram till 1200-talet ledde en extrem territorial splittring i hundratals små grevskap, riksstäder, kyrkstyrda områden och till och med enstaka byar styrda av riddarskap. Napoleonkrigen och dess följder skapade en process som slutade med endast fyra territorier blev kvar: Württemberg, Baden, som 1806 hade blivit ett kungarike respektive ett storhertigdöme, Hohenzollern-Hechingen samt Hohenzollern-Sigmaringen och dessutom staden Bad Wimpfen som hessisk exklav. 1871 blev båda länderna delar av det tyska riket. Hohenzollern-Hechingen och Hohenzollern-Sigmaringen hade redan 1850 kommit att bli delar av Preussen. 1919 fick Baden och Württemberg demokratiska författningar. 1933 ersattes de självständiga landsregeringarna av nazistiska Gauleiter och riksståthållare (Reichsstatthalter).

### Vägen mot delstaten i sydväst

Situationen fram till 1945

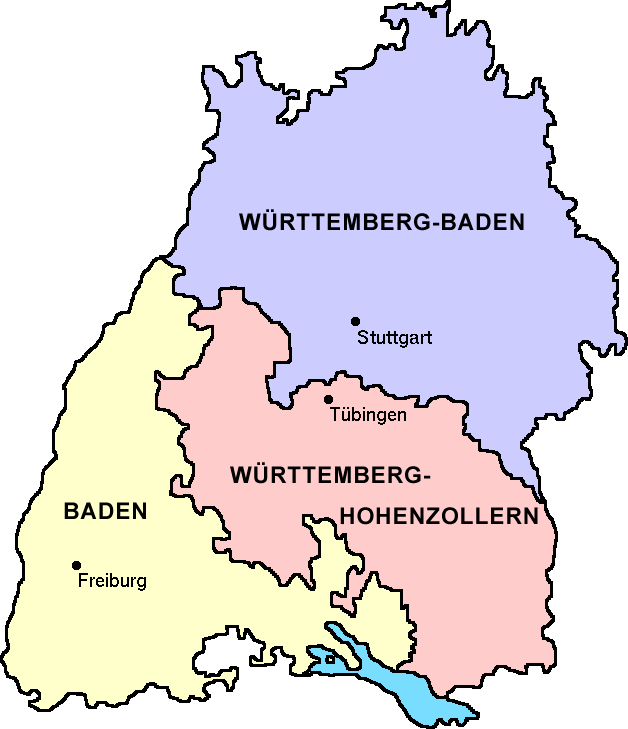
Situationen 1945–1952

Efter andra världskriget kom de norra delarna av Baden och Württemberg med Bad Wimpfen under amerikansk ockupation, de södra delarna och Hohenzollern kom under fransk ockupation. Uppdelningen gick längs med kretsgränserna (Kreisgrenze), där alla de kretsar som gick genom motorvägen Karlsruhe-München slogs sönder (nuvarande A8). Ockupationszonernas militärregeringar grundade 1945/1946 länderna Württemberg-Baden (den amerikanska zonen) och Württemberg-Hohenzollern och Südbaden (den franska zonen). Dessa länder blev 23 maj 1949 delar av Förbundsrepubliken Tyskland.
Förbundsrepubliken Tysklands grundlag, Grundgesetz, band de tre länderna enligt artikel 118 att komma till en överenskommelse rörande en ny indelning av områdena. Om man inte kom överens skulle detta ske med hjälp av en statlig lag (Bundesgesetz). Alternativ var förenandet till en sydvästlig stat (”Südweststaat”) eller återskapandet av Baden och Württemberg. Württemberg-Baden och Württemberg-Hohenzollern eftersträvande en sydvästlig stat och Baden ville återskapa länderna. En folkomröstning blev aldrig av då regeringarna inte kom överens om genomförandet.
En statlig lag från 4 maj 1951 delade in omröstningsområdena i fyra zoner: Nordwürttemberg, Nordbaden, Südwürttemberg-Hohenzollern och Südbaden. En sammanslagning av länderna skulle accepteras när en majoritet i hela området (alla fyra zoner) och majoriteter i tre av de fyra zonerna röstade för. Omröstningsförfarandet favoriserade de som ville ha en sammanslagning då majoriteter för en sammanslagning fanns i Württemberg-zonerna och Nordbaden. Regeringen i Südbaden lade in en författningsprotest mot röstningslagen men nådde ingen framgång och först 1956 ogiltigförklarades omröstningen från 1951 av författningsdomstolen (Bundesverfassungsgericht) som fann att man vid röstningen inte tagit tillräcklig hänsyn till omröstningen i Südbaden och att man där skulle ha en ny folkomröstning. Författningsdomstolen fastställde att omröstningsförfarandet gjort att den südbadska folkviljan överspelats. Folkomröstningen sköts hela tiden på framtiden och det krävdes ytterligare ett beslut av författningsdomstolen 1969 varpå en folkomröstning var tvungen att ske innan 30 juni 1970. Denna genomfördes 7 juni 1970 med resultatet att 81,9 % röstade för det nya förbundslandet. Valdeltagandet låg på 62,5 %.
Före folkomröstningen 9 december 1951 ägde en bitter kamp rum mellan förordare och motståndare av den planerade Sydväststaten ("Südweststaat"). De ledande förordarna för en sammanslagningen var Württemberg-Badens ministerpresident Reinhold Maier och Württemberg-Hohenzollerns statspresident Gebhard Müller. Den ledande motståndaren var Südbadens statspresident Leo Wohleb. Vid omröstningen röstade 93 % i Württembergs båda delar för en fusion, i Nordbaden 57 % men bara 38 % i Südbaden. I tre av de fyra röstningsområdena fanns det en majoritet för bildandet av en sydväststat och därmed var beslutet klart om en sammanslagning. Det hade funnits en majoritet på 52 % för ett återskapande av Baden som land om man räknat resultatet i hela Baden.

### Förbundslandets grundande
Förbundslandet Baden-Württemberg grundades 25 april 1952, efter folkomröstningen. Reinhold Maier (FDP/DVP) bildades som första ministerpresident en koalition bestående av SPD, FDP/DVP och BHE däremot kom inte CDU med. Detta skapade irritation hos de båda sydliga landsdelarna Südbaden och Südwürttemberg-Hohenzollern som inte kände sig helt eller tillräckligt representerade i den nya regeringen. Förbundsdagsvalen 6 september 1953 som sågs samtidigt av Reinhold Maier som en folkomröstning rörande hans politik. CDU fick en absolut majoritet och Maier tog konsekvenserna och avgick som ministerpresident. Hans efterträdare blev Gebhard Müller som bildade en koalitionsregering av CDU, SPD, FDP/DVP och BHE som höll fram till 1958. Müllers efterträdare och tredje ministerpresident blev Kurt Georg Kiesinger.
Delstatens namn var föremål för en längre strid. Namnet Baden-Württemberg var från början tänkt som ett övergångsnamn men gick slutligen igenom då inget annat namn accepterades av alla sidor. Delstatens författning fick laga kraft 19 november 1953 och beslöts av delstatsförsamlingen och inte genom en folkomröstning.

## Vapen och flagga
| Großes Landeswappen | Kleines Landeswappen | Landesflagge | Landesdienstflagge mit großem Wappen ohne Schildhalter | Landesdienstflagge mit kleinem Wappen |
| Stora landsvapnet   | Lilla landsvapnet    | Flagga       | Landsflagga med stora vapnet                           | Landsflagga med lilla vapnet          |

## Näringsliv

"Vi kan allt utom högtyska".
Baden-Württembergs välkända slogan.

Baden-Württemberg är tillsammans med granndelstaten Bayern Tysklands klart starkaste delstat ekonomiskt. Baden-Württemberg har en klart högre tillväxt än övriga Tyskland och räknas in i den europeiska tillväxtbananen. Baden-Württemberg är en av de fyra regionerna som ingår i samarbetet The Four Motors of Europe tillsammans med Lombardiet, Katalonien och Auvergne-Rhône-Alpes. I delstaten finns flera storföretag, bl.a. Daimler, Porsche, Audi och Robert Bosch GmbH inom fordonsindustrin. Andra kända företag är exempelvis Kärcher, Schlecker, Liebherr, Lidl, Ravensburger och Heidelberger Druckmaschinen. I Schwarzwald var tidigare finmekanik med urindustrin och senare elektronikindustrin viktig med företag som Junghans och SABA. Textilindustrin var tidigare viktig i Schwäbische Alb, här finns fortfarande viktiga företag som Hugo Boss, Trigema och Steiff.
Delstaten satsar varje år stora summor på vetenskap och utveckling. Inom high-tech finns bland annat Europas största mjukvarutillverkare SAP AG med huvudkontor i Walldorf

## Politik

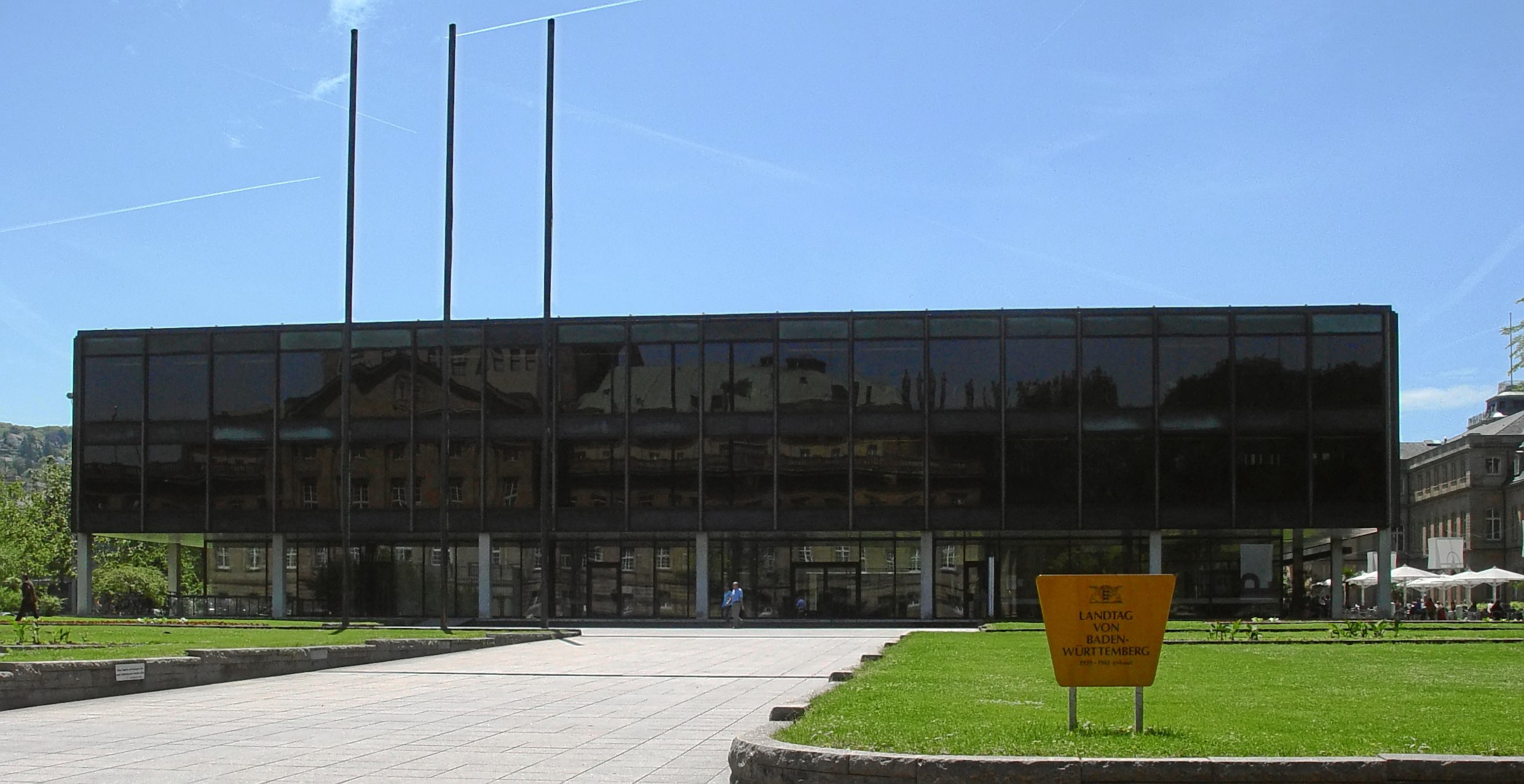
Lantdagen i Stuttgart

Sedan 2011 leds Baden-Württemberg av de gröna (tyska die Grüne) av ministerpresident Winfried Kretschmann. Traditionellt sett är Baden-Württemberg konservativt med CDU som det ledande partiet. Mellan 1953 och 2011 tillhörde ministerpresidenten CDU. Samtidigt har liberala FDP ett av sina starkaste fästen i delstaten. Från 1980-talet har Bündnis 90/Die Grünen växt sig starkt. Regeringsmakten har innehafts av CDU men tidvis har koalitioner ägt rum med FDP och SPD. CDU har haft absolut majoritet ett flertal gånger, vid alla val 1972-1992. 1968-1972 satt NPD i lantdagen och under 1990-talet Die Republikaner. 2011 förlorade CDU posten som ministerpresident till Die Grünen. 

### Ministerpresidenter
- 1952–1953: Reinhold Maier (DVP)
- 1953–1958: Gebhard Müller (CDU)
- 1958–1966: Kurt Georg Kiesinger (CDU)
- 1966–1978: Hans Filbinger (CDU)
- 1978–1991: Lothar Späth (CDU)
- 1991–2005: Erwin Teufel (CDU)
- 2005–2010: Günther Oettinger (CDU)
- 2010–2011: Stefan Mappus (CDU)
- sedan 2011: Winfried Kretschmann (Bündnis 90/Die Grünen)

## Administrativ indelning
Baden-Württemberg är delad i fyra Regierungsbezirk.
Hela förbundslandet delas dessutom i 35 distrikt (Landkreise) och 9 distriktfria städer (här med beteckning Stadtkreise).

### Distrikt och distriktfria städer
Distriktfria städer (Stadtkreise):
| - Baden-Baden - Freiburg im Breisgau - Heidelberg | - Heilbronn - Karlsruhe - Mannheim | - Pforzheim - Stuttgart - Ulm |

Distrikt:
| - Alb-Donau-Kreis - Biberach - Böblingen - Bodenseekreis - Breisgau-Hochschwarzwald - Calw - Emmendingen - Enzkreis - Esslingen - Freudenstadt - Göppingen - Heidenheim | - Heilbronn - Hohenlohekreis - Karlsruhe - Konstanz - Lörrach - Ludwigsburg - Main-Tauber-Kreis - Neckar-Odenwald-Kreis - Ortenaukreis - Ostalbkreis - Rastatt - Ravensburg | - Rems-Murr-Kreis - Reutlingen - Rhein-Neckar-Kreis - Rottweil - Schwäbisch Hall - Schwarzwald-Baar-Kreis - Sigmaringen - Tübingen - Tuttlingen - Waldshut - Zollernalbkreis |

### Andra större städer i Baden-Württemberg
- Aalen
- Crailsheim
- Esslingen am Neckar
- Friedrichshafen
- Horb am Neckar
- Konstanz
- Neckarsulm
- Reutlingen
- Tübingen

se även: Lista över städer i Baden-Württemberg

## Sevärdheter

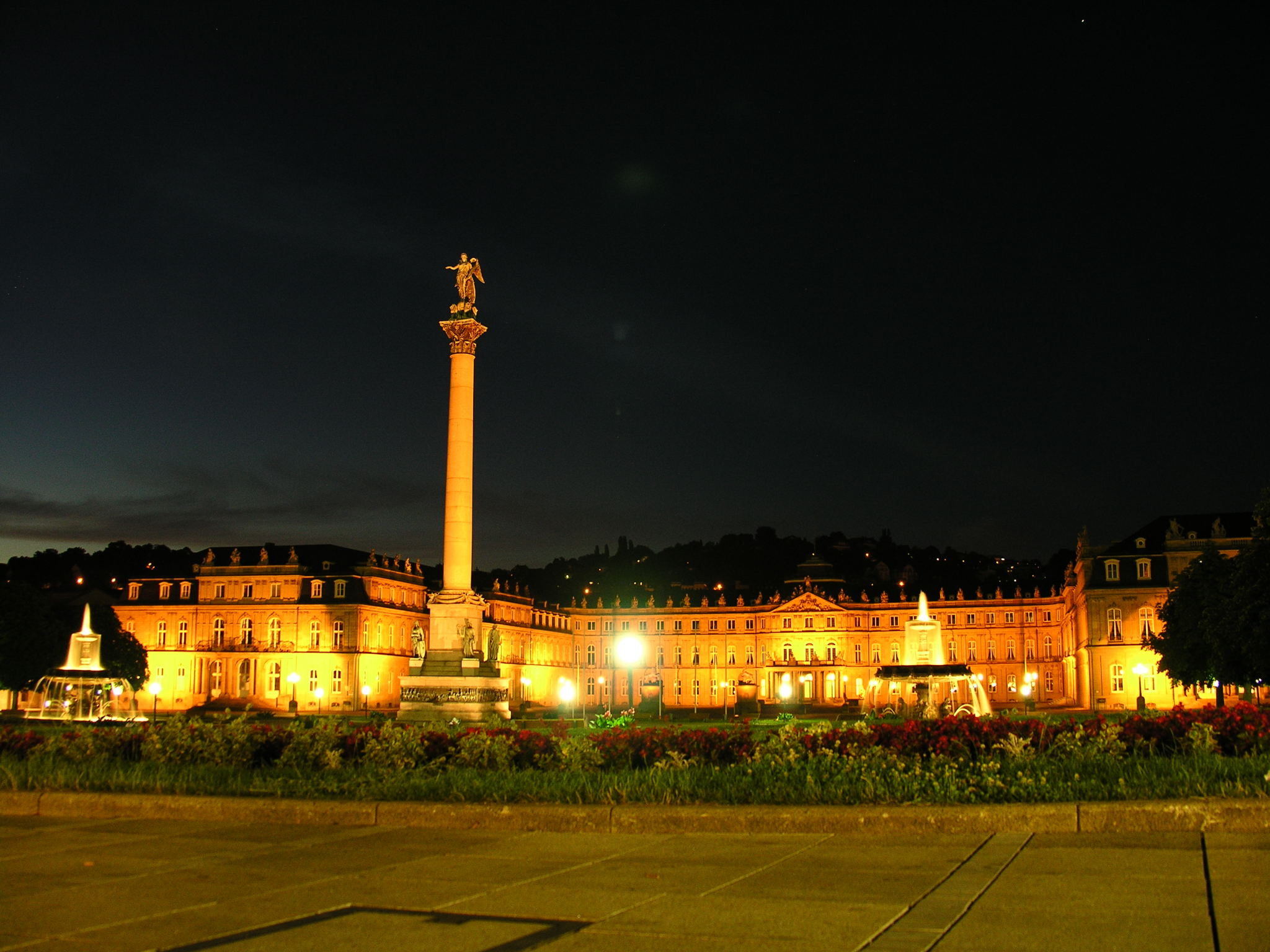
Neues Schloss i Stuttgart
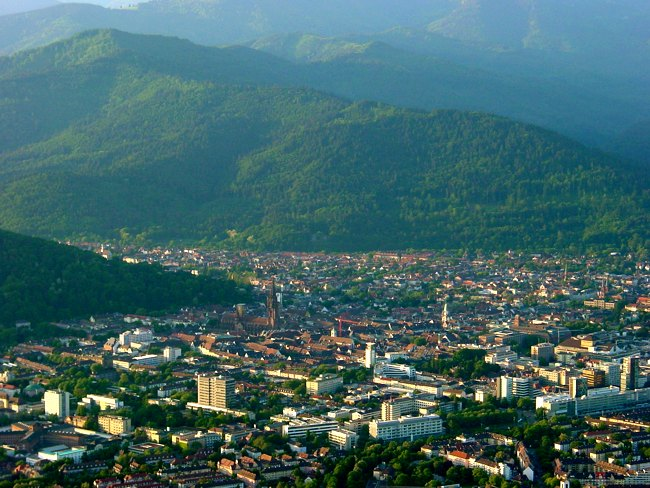
Freiburg im Breisgau
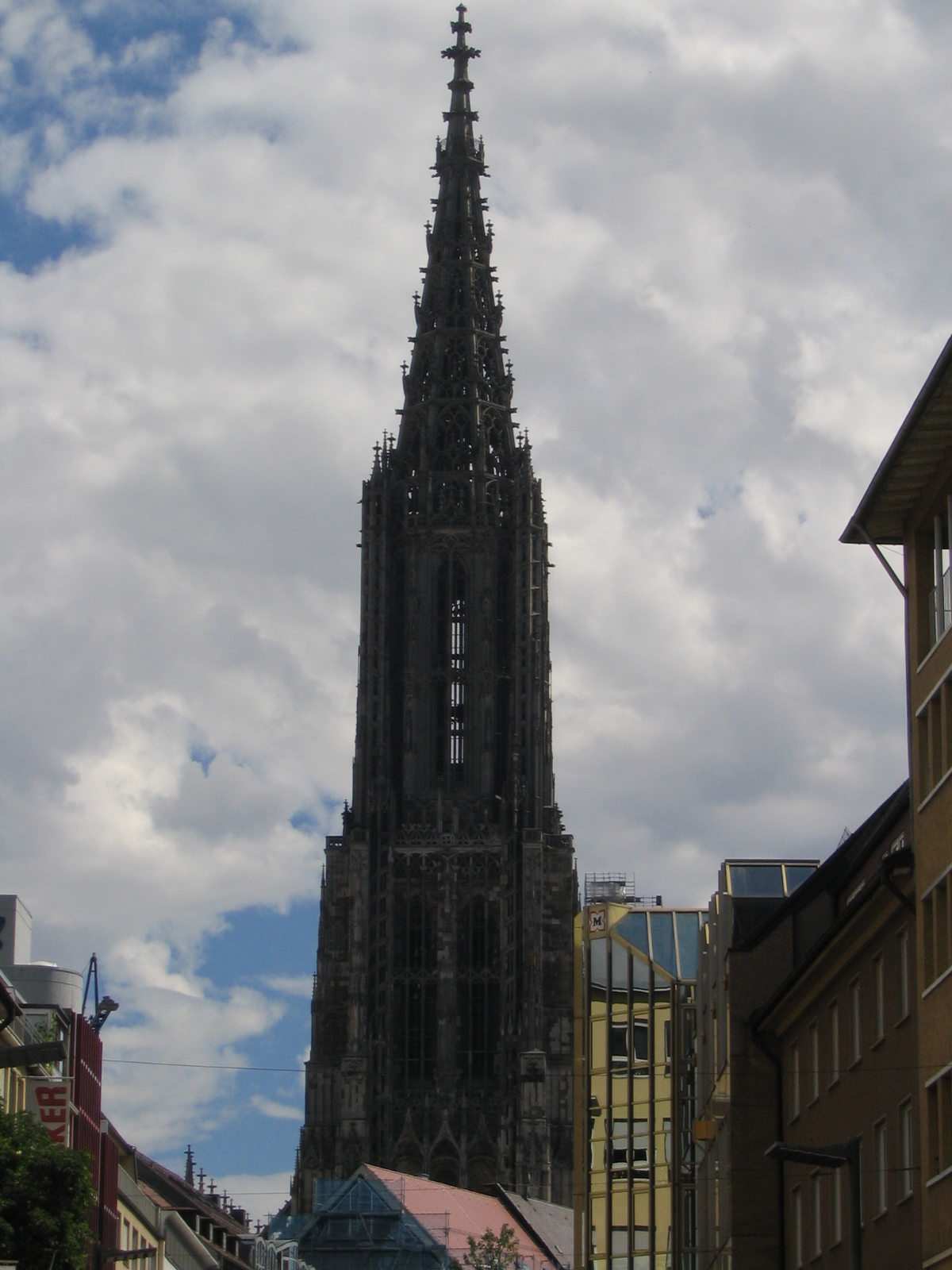
Kyrktornet i Ulm
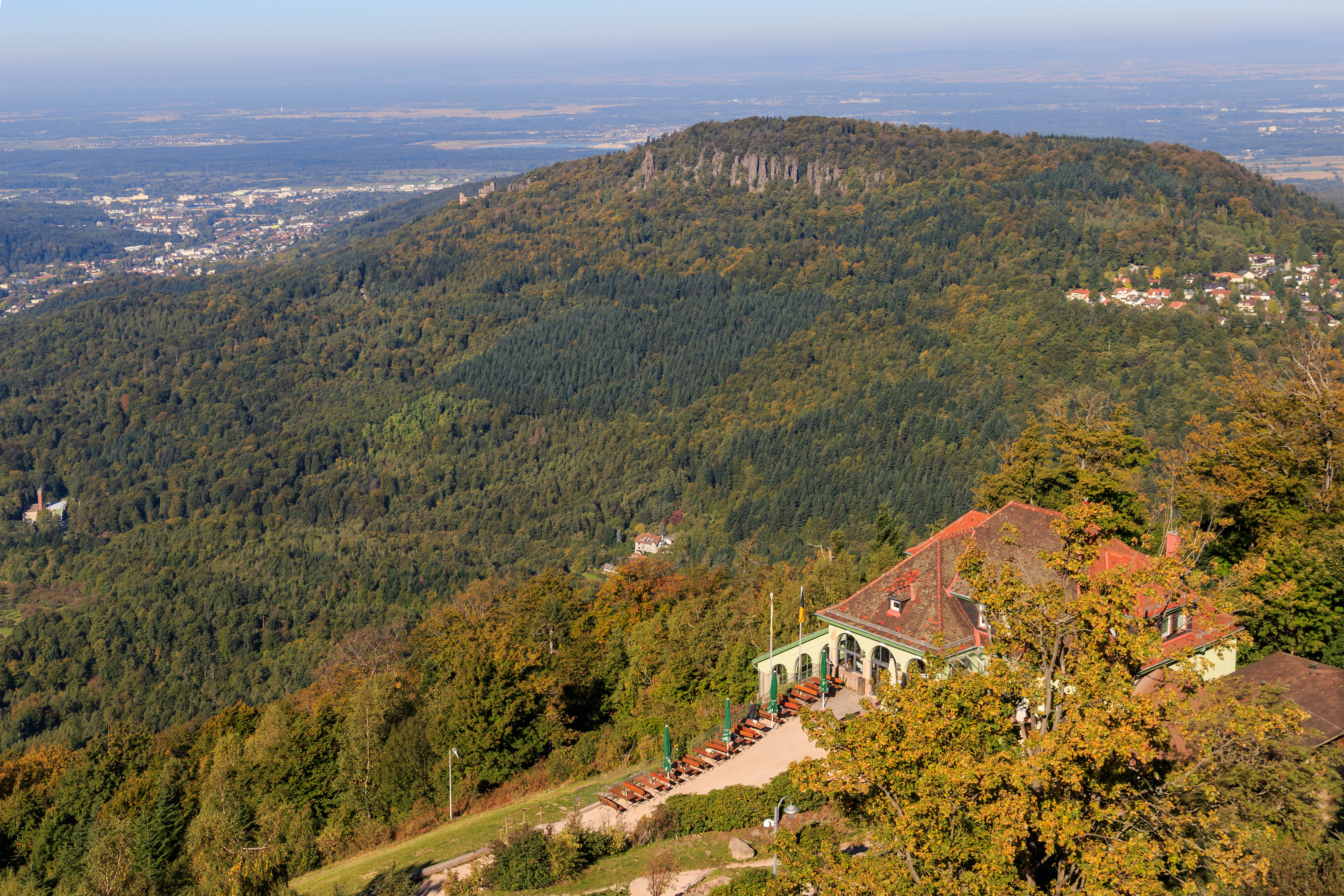
Schwarzwald
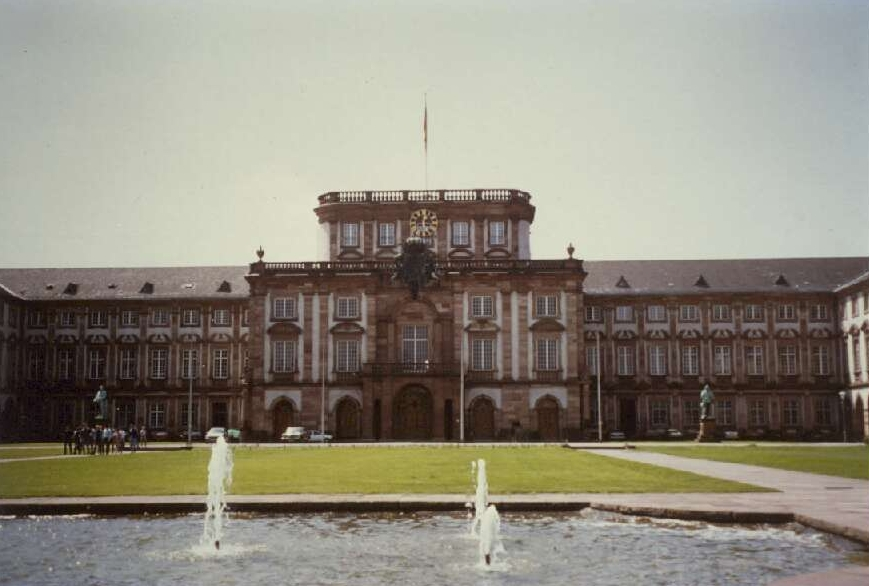
Slottet i Mannheim.
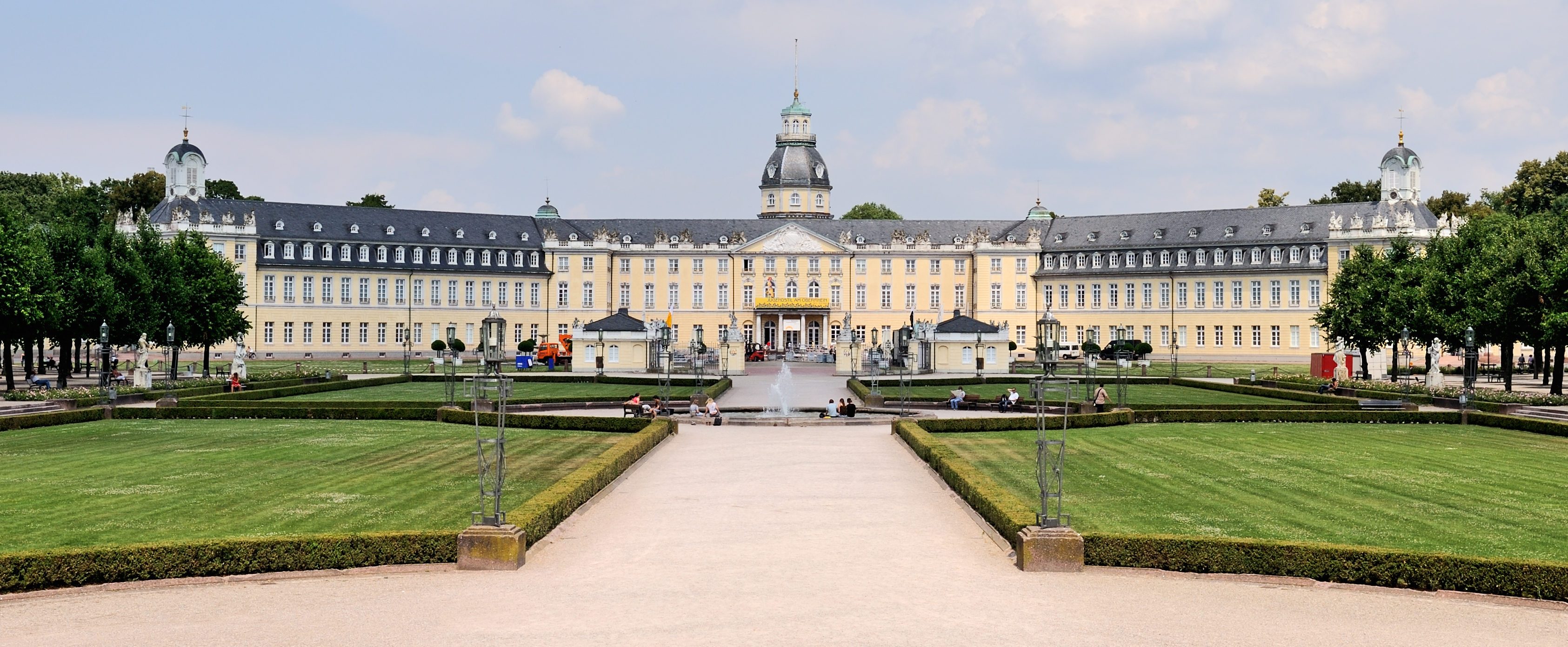
Slottet i Karlsruhe